# سد سیکیا
سد سیکیا (به لاتین: Sykia Dam) یک سد خاکی در یونان است که در کاردیتسا واقع شده‌است.